# Dark Crimes
Dark Crimes es una película polaco-americana de 2018 sobre el crimen y de temática de drama-thriller dirigida por Alexandros Avranas y escrita por Jeremy Brock. 
Los protagonistas son Jim Carrey, Marton Csokas, Charlotte Gainsbourg, Kati Outinen, Aki Kaurismäki, Agata Kulesza, y Zbigniew Zamachowski. 
La fotografía principal comenzó el 12 de noviembre de 2015 en Cracovia, Polonia, el rodaje terminó en 2016 y su estreno en plataformas digitales se produjo en 2018.

## Reparto
- Jim Carrey[2] como Tadek;
- Marton Csokas[3] como Kozlov.
- Charlotte Gainsbourg[3] como Kasia;
- Kati Outinen[3] como Mr. Malinowska;
- Agata Kulesza[3] como Marta;
- Zbigniew Zamachowski[3] como Lukasz;

## Producción
En mayo de 2015, fue anunciado que Alexandros Avranas dirigiría la película de thriller criminal True Crimes, basada en el artículo del The New Yorker por David Grann. Jeremy Brock escribió el guion para la película, la cual sería producida por Brett Ratner, John Cheng, y David Gerson, mientras Ewa Puszczynska la co-produciría.
La fotografía principal de la película comenzó el 12 de noviembre de 2015 en Cracovia, Polonia.
El primer tráiler se lanzó en abril de 2018.

## Estreno
Finalmente el estreno en plataformas digitales se produjo el 11 de mayo de 2018 en Estados Unidos.